# جيمس كارلوس بليك
جيمس كارلوس بليك (بالإنجليزية: James Carlos Blake)‏ هو كاتب جريمة أمريكي، ولد في 26 مايو 1947 في تامبيكو في المكسيك.